# Џели Бели
Компанија слаткиша Џели Бели, која је раније била позната као Компанија слаткиша Херман Гоелитз и посластичарска Компанија Гоелитз, производи џели бинс и друге слаткише. Седиште компаније је у Ферфилду (Калифорнија) са другим постројењима за производњу у Норт Чикагу (Илиноис) и дистрибутивним центром у Плезант Прерији (Висконсин). У октобру 2008. године, компанија је отворила фабрику за производњу површине од 4.645 {\displaystyle m^{2}} у Рајонгу (Тајланд), где производи посластице за међународно тржиште.

## Историја

### 1866–1913
Густав Гоелитз је дошао у Сједињене Америчке Државе 1866. године, а 1869. године је покренуо бизнис посластичарских производа Густав Гоелтз у Белвилу (Илиноис). Његова млађа браћа, Алберт и Џорџ, су се преселила у Америку и убрзо након тога су му се придружила у послу. 1898. године је компанија почела са производњом слатких кремастих бомбонa, које се још зову слатки крем и крем од маслаца. Кукурузне бомбоне, врста слаткиша са слатким карамелама, је вероватно произвео Џорџ Ренигер, запосленик Компаније слаткиша Вундерли у Филаделфији. Посластичарска Компанија Гоелитз је била успешна у продаји разних бомбона са слатким кремовима, укључујући кукурузне бомбоне. 1904. године се компанија преселила у Чикаго, а потом у Норт Чикаго 1913. године.

### 1913–1980
Херман Гоелитз, Густавов син, се преселио на Западну Обалу да би покренуо свој властити бизнис под називом Компанија слаткиша Херман Гоелитз. Компанија се на крају отворила у Оукланду (Калифорнија) 1924. године. 1960. године је компанија проширила производњу на џели бинс, гумене медведиће и разне желе бомбоне. Један од тих нових производа је био мали и врло укусан Мини Џели Бин [произведен 1965.]. Унутрашњост Мини Џели Бина је имала природну арому, побољшану онда када је ароматизована само спољна љуска.
Роналд Реган је први пробао Мини Џели Бинс 1966. године. „Тадашњи гувернер Калифорније је престао да пуши годинама пре и окренуо се пуцкетавим бомбонама као ... замену. ” Реган је написао Херману Роуланду (сениоуру) док је био гувернер, „Дошло је до тачке ... где тешко можемо да започнемо састанак или донесемо одлуку без проласка тегле џели бинса около. Дугујемо вам посебну меру захвалности што помажете у несметаном одвијању наше државне управе.”.
1976. године је Дејвид Клејн, дистрибутер слаткиша и орашастих плодова, сарађивао са Херманом Роуландом, председником Компаније слаткиша Херман Гоелитз, како би створио џели бинс користећи природни пире. Користећи концепт Мини Џели Бина, настао је џели бин. Клеин је сковао назив „Џели Бели” као почаст блуз музичару Лиду Белију и био је одговоран за дизајн познатог заштитног знака производа црвене и жуте боје.
Клејн је продао прве џели бинс 1976. године у сладоледарници под називом Фоселмансов сладолед у Алхамбри (Калифорнија). Први укуси су били Very Cherry, Tangerine, Lemon, Green Apple, Grape, Licorice, Root Beer и Cream Soda. Идеја Дејвида Клејна је била „да их продајете као засебне укусе уместо разноразних паковања ...”.

### 1980–данас
Маринус ван Дам, радник за развој производа и менаџер фабрике за компанију, је надгледао развој џели бинса. До 1980-их година су се развили многи укуси. 1980. године је Клејн продао своје право на име Џели Бели. „Дејвид Клејн је продао заштитни знак Џели Бели Роуланду за 4,8 милиона долара, плаћени у месечним ратама преко 20 година, које је Клејн поделио са партнером.” Заштитни знак Џели Бели је регистрован 3. августа 1982. године. Симбол Гдин. Џели Бели је развијен 1983. године. Пре развоја симбола, Дејвид Клејн је себе звао „Госодин Џели Бели”.
Након што је Роналд Реган постао председник 1980. године, шира јавност је постала свесна његове склоности џели бинсима. Компанија је достављала Роуланду џели бинсе током његовог осмогодишњег председништва. Председник Роуланд подсећа: „Били смо толико одушевљени извештајима за штампу да је председник Роуланд дао тегле џели бинса посетиоцима.” (Реган је, међутим, „почео да фаворизује М&М као званичне Вајт Хаус бомбоне током његове осме и последње године на функцији.“) Реган им је створио први џели бинс у свемиру, шаљући их на Спејс Шатл Челенџер 1983. године током мисије СТС-7, изненадивши астронауте.
Компанија се 2001. године преименовала као Компанија слаткиша Џели Бели.

## Производи

### Џели Бинс
Потписан производ компаније, џели бинс, долази у више од 50 подврста у распону од више традиционалних укуса попут наранџе, лимуна, лимете и трешње, па све до егзотичнијих попут цимета, нара, капућина, путер кокицеа и чили-манга.
Компанија слаткиша Џели Бели производи бројне специјалне укусе џели бинса са лиценцираним производима попут Табаско соса и необичним укусима попут ликера од јаја и палачинки са јаворовим сирупом. Неколико укуса попут личија и зеленог чаја се продаје само на тржиштима изван Сједињених Држава.
Неколико укуса је засновано на популарним алкохолним пићима, почевши од Маи Таи-а 1977. године. Током година, нови додаци укључују ракију од купина (сада је угашена), даикири од јагода, маргариту, мохито и пињу коладу. Точено пиво, укус инспирисан од стране Хефевајцен пива, је представљено 2014. године. Сви такви укуси су у потпуности без алкохола.
„Bertie Bott's Every Flavour Beans” су инспирисани серијом књига о Харију Потеру и намерно су истакнути језиви укуси попут „Vomit”, „Earwax”, „Skunk Spray”, and „Rotten Egg”. Сличан производ назван „BeanBoozled” где парови бомбоница изгледају као "нормални" укуси, али су другачијег укуса као што су „Peach” and „Barf”.
„Sport Beans”су џели бинс дизајниране да пруже физичку енергију и побољшају атлетске перформансе. Оне садрже угљене хидрате, електролите (у облику натријума и калијума) и витамине Б1, Б2, Б3 и Ц. „Extreme Sport Beans” укључују додатно појачање кофеина.

### Други слаткиши
Компанија прави преко 100 различитих посластица укључујући чоколаде, сладић, гумене бомбоне и кукурузне бомбоне.

## Постројења
Компанија послује са три фабрике за производњу у Ферфилду (Калифорнија), Норт Чикагу (Илиноис) и Рајонгу (Тајланд). Четврти објекат је у Плезант Прерији (Висконсин), који је предвиђен за дистрибуцију.